# British Grand Prix
Il British Grand Prix, noto in precedenza come Birmingham Grand Prix, è un evento internazionale di atletica leggera che si tiene annualmente nel Regno Unito. Fa parte del circuito della Diamond League.
Fino al 2010 e nel 2021 il meeting si è svolto a Gateshead, mentre dal 2011 al 2019 e nel 2022 si è tenuto a Birmingham.

## Storia
Dal 2003 al 2009 la IAAF ha classificato questo meeting nella categoria Grand Prix. Dal 2010 è uno dei quattordici meeting della Diamond League.

## Record mondiali
Nell'edizione 2006 del meeting Asafa Powell ha eguagliato il record mondiale dei 100 metri piani.
| Anno | Specialità | Record          | Atleta       | Nazionalità |
| ---- | ---------- | --------------- | ------------ | ----------- |
| 2006 | 100 m      | 9.77 (+1.5 m/s) | Asafa Powell | Giamaica    |

## Edizioni
Di seguito la tabella delle ultime edizioni del meeting.
| Anno | Edizione | Circuito            | Dettagli                   |
| ---- | -------- | ------------------- | -------------------------- |
| 2006 | IX       | Grand Prix 2006     | British Grand Prix 2006    |
| 2007 | X        | Grand Prix 2007     | British Grand Prix 2007    |
| 2008 | XI       | Grand Prix 2008     | British Grand Prix 2008    |
| 2009 | XII      | Grand Prix 2009     | British Grand Prix 2009    |
| 2010 | XIII     | Diamond League 2010 | British Grand Prix 2010    |
| 2011 | XIV      | Diamond League 2011 | Birmingham Grand Prix 2011 |
| 2012 | XV       | Diamond League 2012 | Birmingham Grand Prix 2012 |
| 2013 | XVI      | Diamond League 2013 | Birmingham Grand Prix 2013 |
| 2014 | XVII     | Diamond League 2014 | Birmingham Grand Prix 2014 |
| 2015 | XVIII    | Diamond League 2015 | Birmingham Grand Prix 2015 |
| 2016 | XIX      | Diamond League 2016 | Birmingham Grand Prix 2016 |
| 2017 | XX       | Diamond League 2017 | Birmingham Grand Prix 2017 |
| 2018 | XXI      | Diamond League 2018 | Birmingham Grand Prix 2018 |
| 2019 | XXII     | Diamond League 2019 | Birmingham Grand Prix 2019 |
| 2021 | XXIII    | Diamond League 2021 | British Grand Prix 2021    |
| 2022 | XXIV     | Diamond League 2022 | British Grand Prix 2022    |

## Record del meeting

### Uomini
| Specialità             | Record                                                    | Atleta                                                      | Nazionalità       | Data                         | Note  |
| ---------------------- | --------------------------------------------------------- | ----------------------------------------------------------- | ----------------- | ---------------------------- | ----- |
| 100 m                  | 9.77 (+1.5 m/s)                                           | Asafa Powell                                                | Giamaica          | 11 giugno 2006               |       |
| 200 m                  | 19.94                                                     | Michael Johnson                                             | Stati Uniti       | 15 settembre 1991            |       |
| 300 m                  | 31.56                                                     | Douglas Walker                                              | Regno Unito       | 19 luglio 1998               |       |
| 400 m                  | 44.23                                                     | Kirani James                                                | Grenada           | 5 giugno 2016                |       |
| 600 m                  | 1'13.10                                                   | David Rudisha                                               | Kenya             | 5 giugno 2016                |       |
| 800 m                  | 1'42.79                                                   | Emmanuel Kipkurui Korir                                     | Kenya             | 18 agosto 2018               |       |
| 1000 m                 | 2'16.18                                                   | Bernard Lagat                                               | Stati Uniti       | 31 agosto 2008               |       |
| 1500 m                 | 3'29.33                                                   | Asbel Kiprop                                                | Kenya             | 5 giugno 2016                |       |
| Miglio                 | 3'51.89                                                   | Asbel Kiprop                                                | Kenya             | 24 agosto 2014               |       |
| 3000 m                 | 7'26.69                                                   | Kenenisa Bekele                                             | Etiopia           | 15 luglio 2007               |       |
| 2 miglia               | 8'07.85                                                   | Mo Farah                                                    | Regno Unito       | 24 agosto 2014               |       |
| 5000 m                 | 13'00.20                                                  | Vincent Chepkok                                             | Kenya             | 10 luglio 2010               | [ 2 ] |
| 10000 m                | 28'35.11                                                  | Ian Hudspith                                                | Regno Unito       | 29 giugno 1997               |       |
| 110 m hs               | 12.95 (-0.9 m/s)                                          | Aries Merritt                                               | Stati Uniti       | 26 agosto 2012               | [ 3 ] |
| 400 m hs               | 47.67                                                     | Kevin Young                                                 | Stati Uniti       | 14 agosto 1992               |       |
| 3000 m siepi           | 8'00.12                                                   | Conseslus Kipruto                                           | Kenya             | 5 giugno 2016                |       |
| Salto in alto          | 2.40 m                                                    | Mutaz Essa Barshim                                          | Qatar             | 20 agosto 2017               |       |
| Salto con l'asta       | 5.91 m                                                    | Aleksandr Averbukh                                          | Israele           | 19 agosto 2001               |       |
| Salto in lungo         | 8.53 m                                                    | Luvo Manyonga                                               | Sudafrica         | 18 agosto 2018               |       |
| Salto triplo           | 17.74 m (+1.9 m/s)                                        | Christian Olsson                                            | Svezia            | 13 luglio 2003               |       |
| Getto del peso         | 22.45 m                                                   | Christian Cantwell                                          | Stati Uniti       | 11 giugno 2006               |       |
| Lancio del disco       | 71.27 m                                                   | Kristjan Čeh                                                | Slovenia          | 21 maggio 2022               |       |
| Lancio del giavellotto | 88.04 m (Vecchio giavellotto) 95.66 m (Nuovo giavellotto) | Ferenc Paragi Jan Železný                                   | Ungheria Germania | 7 giugno 1981 29 agosto 1993 |       |
| Staffetta 4x100 m      | 37.95                                                     | Jon Drummond Bernard Williams Curtis Johnson Maurice Greene | Stati Uniti       | 27 agosto 2000               |       |

### Donne
| Specialità             | Record            | Atleta                                                    | Nazionalità   | Data             | Note  |
| ---------------------- | ----------------- | --------------------------------------------------------- | ------------- | ---------------- | ----- |
| 100 m                  | 10.81 (+0.7 m/s)  | Carmelita Jeter                                           | Stati Uniti   | 26 agosto 2012   | [ 4 ] |
| 200 m                  | 22.15             | Shaunae Miller-Uibo                                       | Bahamas       | 18 agosto 2018   |       |
| 300 m                  | 35.71             | Donna Fraser                                              | Regno Unito   | 27 agosto 2000   |       |
| 400 m                  | 49.77             | Sanya Richards                                            | Stati Uniti   | 21 agosto 2005   |       |
| 800 m                  | 1'57.22           | Janeth Jepkosgei                                          | Kenya         | 11 giugno 2006   |       |
| 1000 m                 | 2'35.21           | Ellen Van Langen                                          | Paesi Bassi   | 29 agosto 1993   |       |
| 1500 m                 | 3'58.07           | Kelly Holmes                                              | Regno Unito   | 29 giugno 1997   |       |
| Miglio                 | 4'21.11           | Konstanze Klosterhalfen                                   | Germania      | 18 agosto 2019   |       |
| 2000 m                 | 5'34.49           | Angela Chalmers                                           | Canada        | 4 settembre 1994 |       |
| 3000 m                 | 8'33.00           | Sonia O'Sullivan                                          | Irlanda       | 27 agosto 2000   |       |
| 5000 m                 | 14'51.77          | Tirunesh Dibaba                                           | Etiopia       | 21 agosto 2005   |       |
| 10000 m                | 30'17.15          | Paula Radcliffe                                           | Regno Unito   | 27 giugno 2004   |       |
| 100 m hs               | 12.46 (-0.2 m/s)  | Danielle Williams                                         | Giamaica      | 18 agosto 2019   |       |
| 400 m hs               | 53.78             | Kaliese Spencer                                           | Giamaica      | 26 agosto 2012   | [ 5 ] |
| 3000 m siepi           | 9'05.55           | Beatrice Chepkoech                                        | Kenya         | 18 agosto 2019   |       |
| Salto in alto          | 2.03 m            | Kajsa Bergqvist                                           | Svezia        | 21 agosto 2005   |       |
| Salto con l'asta       | 4.87 m            | Yelena Isinbayeva                                         | Russia        | 27 giugno 2004   |       |
| Salto in lungo         | 7.09 m (0.0 m/s)  | Malaika Mihambo                                           | Germania      | 21 maggio 2022   |       |
| Salto triplo           | 14.94 m (0.0 m/s) | Ashia Hansen                                              | Regno Unito   | 29 giugno 1997   |       |
| Getto del peso         | 20.57 m           | Nadezhda Ostapchuk                                        | Bielorussia   | 10 luglio 2010   | [ 6 ] |
| Lancio del disco       | 69.23 m           | Sandra Perković                                           | Croazia       | 7 giugno 2015    |       |
| Lancio del martello    | 68.91 m           | Olga Kuzenkova                                            | Russia        | 19 agosto 2001   |       |
| Lancio del giavellotto | 66.08 m           | Barbora Špotáková                                         | Rep. Ceca     | 26 agosto 2012   | [ 7 ] |
| Staffetta 4x100 m      | 42.29             | Beth Dobbin Imani Lansiquot Dina Asher-Smith Daryll Neita | Gran Bretagna | 21 maggio 2022   |       |